# Supino
Pour l’article homonyme, voir Igino Benvenuto Supino.
Supino est une commune de la province de Frosinone dans la région du Latium en Italie.

## Administration
| Période                                  | Période | Identité | Étiquette | Qualité |
| ---------------------------------------- | ------- | -------- | --------- | ------- |
|                                          |         |          |           |         |
| Les données manquantes sont à compléter. |         |          |           |         |

### Communes limitrophes
Carpineto Romano, Ferentino, Frosinone, Giuliano di Roma, Gorga (Italie), Maenza, Morolo, Patrica